# Valerio Vicerè
Valerio Viceré (Benevento, 23 agosto 1985) è un ex rugbista a 15 e dirigente sportivo italiano.

## Biografia
Cresciuto nel Benevento, squadra della sua città natale, con essa debuttò in Serie A; passato poi all'Amatori Catania nella stagione 2006-07, esordì con la squadra siciliana nel Super 10.
Dopo una sola stagione tra gli etnei si trasferì all'Aquila, sempre nel Super 10 e, alla retrocessione del club, siglò un contratto con il Rovigo.
Dopo una stagione in Veneto, in cui Viceré ha debuttato anche nelle competizioni europee di club, è stato reclutato nella Polizia di Stato e dalla stagione 2009-10 milita nel gruppo sportivo delle Fiamme Oro, la cui squadra di rugby è di base a Roma e dalla stagione 2012-13 milita in Eccellenza, la massima serie nazionale.
A livello internazionale ha rappresentato l'Italia nella categoria Under-18 e Under-21, nella quale ha disputato il relativo torneo del Sei Nazioni nel 2006. Dopo 8 stagioni in campo con le Fiamme Oro, nel 2017 ha lasciato lo sport agonistico ed è diventato team manager del club.

## Palmarès
- Trofei Eccellenza : 1
Fiamme Oro: 2013-14